# Odalätsi
Odalätsi (Duits: Oddolats) is een plaats in de Estlandse gemeente Saaremaa, provincie Saaremaa. De plaats heeft de status van dorp (Estisch: küla) en heeft 4 inwoners (2021).
Tot in oktober 2017 lag de plaats in de gemeente Kihelkonna. In die maand ging Kihelkonna op in de fusiegemeente Saaremaa.
Ten zuiden van Odalätsi ligt het natuurpark Odalätsi maastikukaitseala (163,1 ha), een karstgebied, begroeid met dennen. Kenmerkend voor het gebied zijn de vele bronnen. De beek Pidula oja ontspringt hier. In het natuurpark liggen ook twee rijen duinen met een gemiddelde hoogte van 10 meter.

## Geschiedenis
In het natuurpark liggen de resten van een burcht uit de 12e eeuw, die de naam ‘Burcht van Kihelkonna’ (Estisch: Kihelkonna maalinn) heeft gekregen, naar de vroegere hoofdplaats van de gemeente Kihelkonna.
Odalätsi werd in 1438 voor het eerst genoemd, oorspronkelijk als boerderij bij een meer. In 1592 was Odalätsi onder de naam Ottlas een nederzetting op het landgoed van Pidula.
In 1977 werd het buurdorp Kuremetsa bij Odalätsi gevoegd; in 1997 werd het weer een zelfstandig dorp.

## Foto's

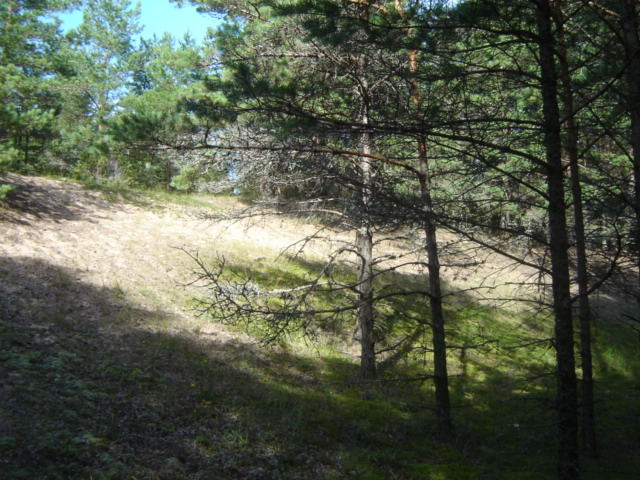
De plaats waar de burcht gelegen heeft
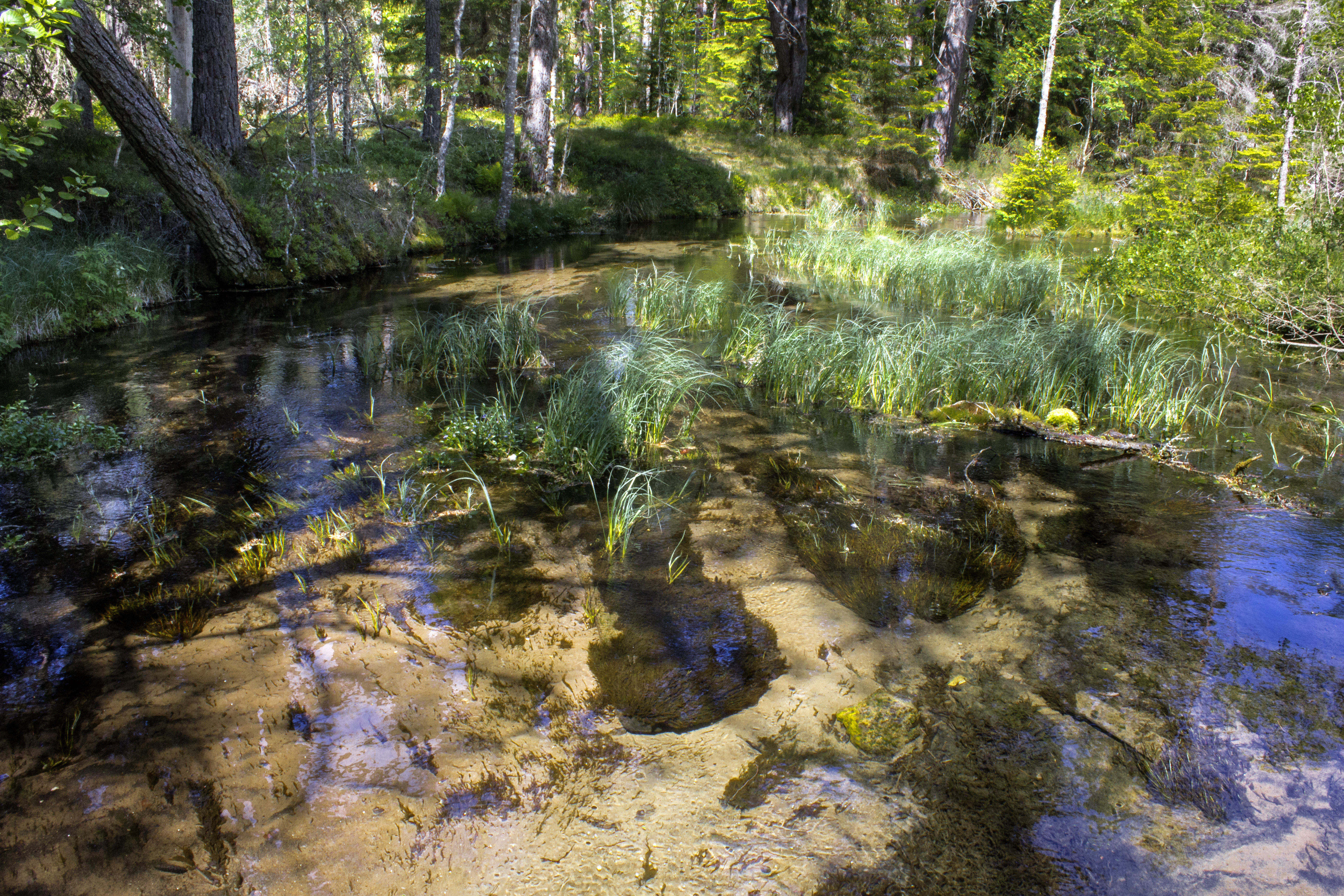
Een van de bronnen van Odalätsi
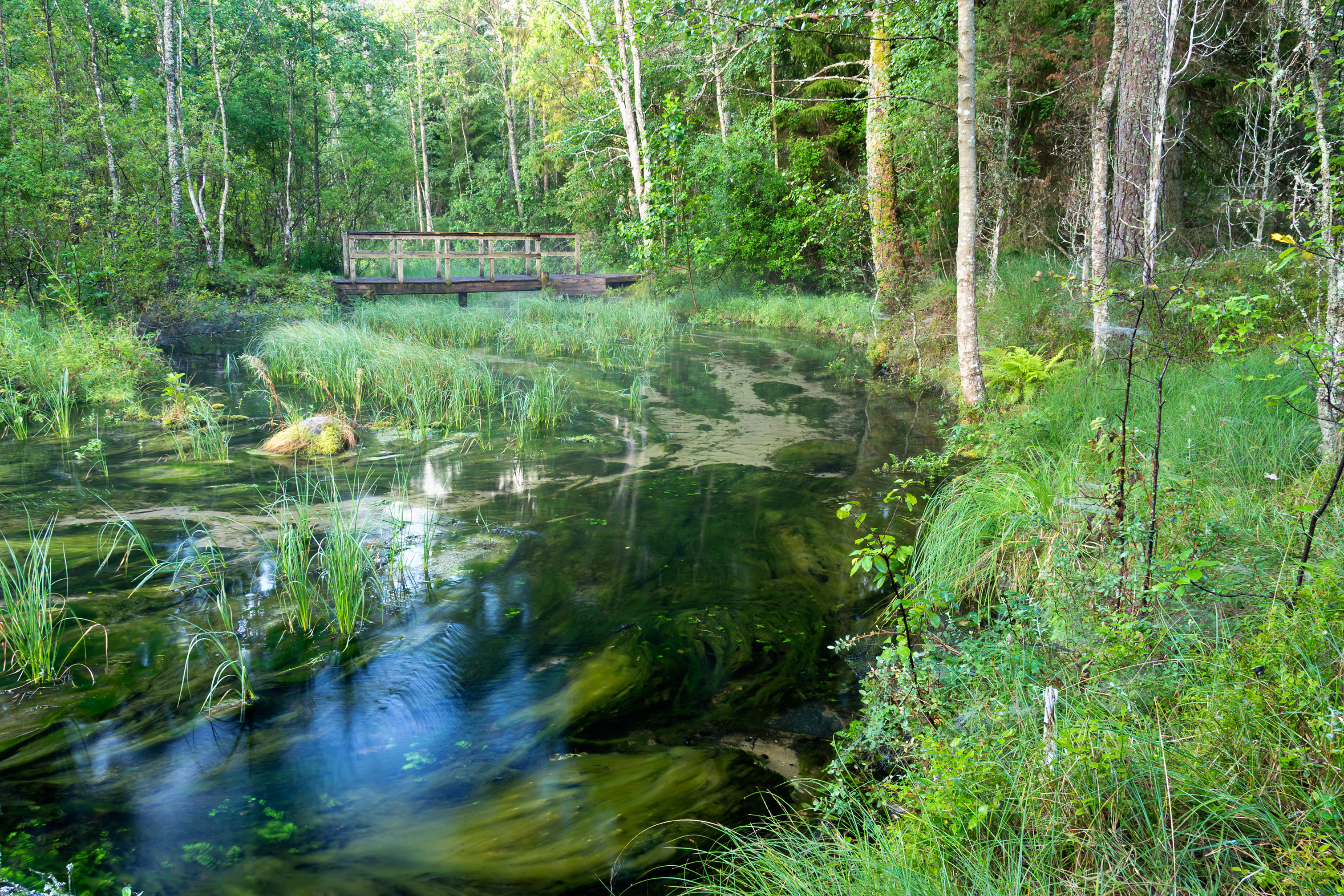
De Pidula oja